# نيكولو لولي
نيكولو لولي (بالإيطالية: Nicolò Lolli)‏ هو لاعب كرة قدم إيطالي في مركز الهجوم، ولد في 11 أكتوبر 1994 في فورلي في إيطاليا. لعب مع نادي بارما ونادي تشيزينا.